# جيمي لونغ
جيمي لونغ (بالإنجليزية: Jimmie Long)‏ هو لاعب كرة قاعدة أمريكي، ولد في 29 يونيو 1898 في فورت دودج في الولايات المتحدة، وتوفي بنفس المكان في 14 سبتمبر 1970.

## وصلات خارجية
- جيمي لونغ على موقعبيزبول رفرنس.كوم (الدوري الرئيسي) (الإنجليزية)
- جيمي لونغ على موقعبيزبول رفرنس.كوم (الدوري الثانوي) (الإنجليزية)